# Gildas Dambeti
Gildas Dambeti est footballeur international centrafricain né le 14 septembre 1982 à Bangui (Centrafrique). Il évolue au poste de milieu offensif ou d'attaquant.

## Carrière
Arrivé dans l'Oise en 1998, il intègre le centre de formation de l'AS Beauvais. Rapide et vif, il devient l'un des jeunes prometteurs du club, au point qu'il réalise son premier match pro à 19 ans lors de la saison 2001/2002 en ligue 2 alors que l'ASBO joue la montée en Ligue 1. Cependant, le club phare du département rate la montée et Gildas ne refait que de rares apparitions la saison suivante.
Contraint de quitter le club après la relégation en National, il rebondit en CFA chez le voisin picard de l'US Roye, avec qui il réalise sa meilleure saison à haut niveau. Auteur de 14 buts, il participe grandement à la montée en National. Mais la saison suivante à l'étage supérieur, il est bien moins efficace et ne peut empêcher le club de faire l'ascenseur et de redescendre en CFA.
Il quitte le club après cet échec pour aller à l'US Orléans en 2005, avec qui il est fantomatique, notamment à cause de nombreux pépins physiques. 
En 2006, il se tourne vers le nord et l'illustre équipe de Calais, où il réalise une saison moyenne. La saison suivante, il n'est plus dans les plans de l’entraineur et joue avec l'équipe réserve du club nordiste. Au mercato hivernal 2007, il part alors pour l'AS Moulins.
Après un an et demi, il retrouve l'US Roye, mais cette fois en CFA2.
Après six mois, il reste en Picardie mais ne trouve pas mieux que la DH pour rebondir, et tente d'aider l'US Camon durant deux saisons.

## Palmarès
- champion de CFA en 2004 avec l'US Roye
- 15 sélections (10 buts) en Équipe de République centrafricaine de football